# Hans-Rudolf Rösing
Hans-Rudolf Rösing (né le 28 septembre 1905 à Wilhelmshaven et mort le 28 décembre 2004 à Kiel) est un officier de la marine allemande, commandant de sous-marin durant la Seconde Guerre mondiale et konteradmiral. Il a été le commandant des U-Boote U-11, U-35, U-48 et aussi du U-10. Après guerre, il sera flottillenadmiral de la marine ouest-allemande.

## Biographie
« Haro » Rösing est le fils de l'officier de marine Bernhard Rosing (en) et de son épouse Elfriede Wünsche. Ses trois frères Friedrich Wilhelm, Kurt-Wolf et Bernhard meurent durant la Seconde Guerre mondiale. Sa sœur Elfriede est pendant ce temps professeur à Pékin.
Il commence sa carrière en mars 1924. Après sa formation à l'Académie navale de Mürwik, il intègre le SMS Nymphe et le SMS Königsberg. En 1930 et 1931, il est l'un des rares marins allemands à collaborer avec des navires étrangers car l'Allemagne n'a pas le droit de posséder des sous-marins.
Après avoir été deux ans le commandant des Schnellboot S-15 et S-3, il entre en octobre 1933 à l'école de sous-marins. Il reçoit son premier commandement en septembre 1935 pour le U-11, alors en construction, pour deux ans. En 1937, il est en patrouille avec le U-35 vers Ponta Delgada puis est basé à Eckernförde. En décembre 1938, il devient chef de la 5. Unterseebootsflottille puis de la 7. Unterseebootsflottille. En mai 1940, il est relevé du commandement du U-48. À la fin de la patrouille, il reçoit la Croix de chevalier de la Croix de fer.
De septembre 1940 à février 1941, Rösing est officier de liaison de la marine allemande avec la flottille de sous-marins italiens à Bordeaux. Entre mars et août 1941, il commande la 3. Unterseebootsflottille. Il cède son commandement de la 3e flottille à Herbert Schultze et se rend souvent à la base sous-marine de La Rochelle à partir de 1943, en tant que chef des sous marins à l'ouest.
En juillet 1942, il est responsable de tous les sous-marins allemands opérant à partir de la France ; il est alors basé au centre de communication des sous-marins (FdU) installé au château de Pignerolle, à Saint-Barthélemy-d'Anjou, à côté d'Angers. À Pignerolle il reçoit la visite de sous-mariniers italiens venant de la Betasom de Bordeaux et participe à des réunions avec l'amiral Karl Dönitz. Dans son autobiographie, Herbert A. Werner (en), commandant alors l'U-953 accuse Rösing d'avoir émis, en mai 1944, l'ordre aux commandants de U-Boot d'éperonner volontairement les navires de la flotte d'un débarquement allié, après épuisement des torpilles, dans une attaque suicide.
À l'automne 1944, il se rend en Norvège. À la suite de la capitulation de l'Allemagne, il reste prisonnier des Alliés durant une année.
Après sa libération, il collabore avec les Américains pour reconstituer la Bundesmarine, la marine de guerre ouest-allemande. En août 1952, il participe à l'organisme qui sera le nouveau ministère allemand de la Défense pendant quatre ans avant de retourner dans la marine militaire et devenir flottillenadmiral. Il participe simplement à l'enseignement jusqu'à sa retraite militaire en 1965. Il reçoit pour sa carrière la Croix de commandeur de l'Ordre du Mérite de la République fédérale d'Allemagne.
Durant sa retraite, il s'occupe des yacht-clubs de Hambourg et de l'île d'Elbe. Il traduit aussi des ouvrages sur la marine en anglais, français et italien.

## Distinctions
- 13 février 1940, Croix de fer 2e classe
- 3 juillet 1940, Croix de fer 1re classe
- 26 août 1940, Croix de chevalier de la Croix de fer
- 1er novembre 1941, Croix de guerre d'Italie
- 1er novembre 1941, Commandeur de l'Ordre de la Couronne d'Italie
- 8 mars 1966, Croix de commandeur de l'Ordre du Mérite de la République fédérale d'Allemagne

## Source, notes et références
1. ↑  https://www.grand-blockhaus.com/livres-de-luc-braeuer
2. ↑  Herbert A. Werner, Dix huit secondes pour survivre. Le commandant de l'un des derniers "loups" raconte la guerre des "U-Boot"., Robert Laffont, 1970, p. 390

- (de) Cet article est partiellement ou en totalité issu de l’article de Wikipédia en allemand intitulé « Hans-Rudolf Rösing » (voir la liste des auteurs).